# Droit de tirage
Le droit de tirage est un dispositif du règlement de l’Assemblée nationale et du Sénat qui permet à un groupe parlementaire d’inscrire à l’ordre du jour une proposition de résolution visant à la création d’une commission d’enquête parlementaire. Cette prérogative permet de contrôler l'action du gouvernement de la République française.

## Histoire
Le droit de tirage est institué le 15 septembre 1988, sous la présidence de Laurent Fabius à l’Assemblée nationale, à titre expérimental pour une durée d'un an. Il permet à un président de groupe parlementaire, majoritaire ou minoritaire, de demander l’inscription à l’ordre du jour de la proposition de résolution de son choix, pour en débattre en séance publique, et constituer une commission d’enquête. Ce droit ne peut être exercé, qu'à raison d'une fois par session parlementaire qui a lieu d'octobre à juin. Seuls les opposants peuvent participer au scrutin, ceux-ci doivent réunir trois cinquièmes des voix pour s'y opposer,.
L’expérience du « droit de tirage » est depuis constamment renouvelée. Sa première application a lieu le 23 mai 1990 lorsque le président du groupe communiste demande la création d’une commission d’enquête sur la pollution de l’eau et la politique nationale d’aménagement des ressources hydrauliques, et lorsque le groupe UDF soumet la constitution d’une commission de contrôle sur la gestion du Fonds d’action sociale. Ces deux demandes seront acceptées.
Le droit de tirage est actualisé lors de la révision constitutionnelle du 23 juillet 2008.
Depuis novembre 2014, le règlement de l'Assemblée nationale est modifié, les groupes d’opposition sont exemptés du vote. Chaque président de groupe parlementaire peut décider une fois par session parlementaire de la création d’une commission d’enquête, sans autre procédure. La conférence des présidents contrôle la recevabilité de la demande et prend acte de la création de la commission d’enquête.
En avril 2020, à la suite de l’affaire Orpéa, les élus du PCF au Palais-Bourbon exercent leur droit de tirage.
En novembre 2023, les sénateurs centristes exercent leur droit de tirage sur « la production, la consommation et le prix de l’électricité aux horizons 2035 et 2050 », à l’initiative du sénateur de l’Essonne Vincent Delahaye.